# Super 1
Super 1 – polska stacja telewizyjna istniejąca w latach 1998–2002.
Pojawiła się w 1998 i pierwotnie miała służyć głównie jako kanał powtórkowy programów, seriali i filmów pokazywanych wcześniej na antenie Polonii 1. Właścicielem obu stacji była spółka Polcast (następnie Fincast). Telewizja nadawała najpierw z Włoch (1998–2000), a następnie ze Słowenii (2000–2002).

## Historia
14 grudnia 1998 roku telewizja Super 1 wystartowała jako uzupełnienie oferty programowej siostrzanej Polonii 1, podczas gdy ta poddawała się coraz większemu wpływowi pasm telezakupowych. Powtarzano m.in. seriale lansowane na początku lat 90., zaoferowano również klasykę kina amerykańskiego oraz włoskiego. Właśnie wtedy zakupiono znaczną część filmów od włoskich dystrybutorów, opatrzoną także tamtejszym dubbingiem. Oferowano także kilka produkcji własnych, które odbiły się bez echa pośród widzów.
W sierpniu 2000 roku przy okazji "przeprowadzki" studia emisyjnego z Włoch na Słowenię, zdecydowano się odświeżyć formułę stacji. Nadawca postawił na szeroką dystrybucję satelitarną oraz kablową, by dotrzeć do polskojęzycznej widowni w całej Europie. Do opisu nowej formuły Super 1 użyto określeń: telewizja "bez przemocy", "pogodna", "bezpieczna dla dzieci". Dowodem na zmiany miała być całkowita zmiana logo oraz oprawy graficznej, a także emitowane przez całą dobę materiały promocyjne nowej telewizji, w tym odcinki pilotażowe programów "Auto Motor i Sport" (kontynuowanego później w Tele 5) czy "Goście Zofii Bigosowej" (znanej z TVN). W tym ostatnim programie gośćmi byli m.in. kandydaci w wyborach prezydenckich w 2000 roku. Ponadto w trakcie trwania ciszy wyborczej przed tymi wyborami telewizja wyemitowała rozmowę z jednym z kandydatów na prezydenta Marianem Krzaklewskim, co nie uszło uwadze innych mediów.
We wrześniu z obietnic dofinansowania stacji wycofał się jeden z amerykańskich funduszy inwestycyjnych, przez co start nowej ramówki został przesunięty na październik. Zmusiło to nadawcę do negocjacji z polskimi oraz zagranicznymi podmiotami, którym zamierzano sprzedać znaczną część udziałów w Super 1. Fiasko rozmów zmusiło nadawcę do nadawania kilku programów powtarzanych przez większość dnia, natomiast w 2001 roku stacja z powrotem stała się kanałem powtórkowym. 17 kwietnia 2002 roku około godz. 22:00 na antenie po raz ostatni pojawił się ident stacji i nadajnik w Słowenii został wyłączony co skutkowało zamknięciem tej stacji, a dwa dni później jej miejsce zajęła nadająca z Polski telewizja Tele 5.

## Logo
| Lata                                | Opis | Grafika |
| ----------------------------------- | --- | ------- |
| 14 grudnia 1998 – 15 sierpnia 2000  | Profil orła z grzywą w kółku w miejscu przerwy koła cyfra 1 po lewej stronie i napis SUPER pod kółkiem. |         |
| 16 sierpnia 2000 – 17 kwietnia 2002 | Nazwa kanału złożyła się z 2 prostokątów.                                                               |         |

## Programy emitowane w Super 1
Seria pierwsza programów:
- Przysmaki życia - talk-show Małgorzaty Potockiej
- Werdykt - program sądowy (powtórki z Polonii 1; kontynuowany następnie w Tele 5)
- Nasze smaczki - miniserial kulinarny (powtórki z Polonii 1)
- Dotyk tajemnic - program o zjawiskach paranormalnych
- Rodzinna klasówka - teleturniej dla dzieci
- Co w szafie piszczy - magazyn dla kobiet
- FM TV - magazyn muzyczny

Seria druga programów:
- Goście Zofii Bigosowej - magazyn Zofii Bigosowej
- Auto Motor i Sport TV - magazyn motoryzacyjny (kontynuowany następnie w Tele 5)

Zagraniczne produkcje:
- Akta Prosiaczka - serial komediowy
- Mistrzowie kuchni oraz Stoliczku, nakryj się - programy kulinarne
- Na gorącym uczynku - ukryta kamera
- VideoFashion - magazyn o modzie
- Super-Przyjaciele - serial animowany

Seriale animowane:
- Baseballista
- Bia – czarodziejskie wyzwanie
- Czarodziejskie zwierciadełko
- Generał Daimos
- Królewna Śnieżka
- Księga dżungli
- Sally czarodziejka
- Syrenka Mako
- W Królestwie Kalendarza
- Yattaman
- Zorro